# Finlandia en los Juegos Olímpicos de Atenas 2004
Finlandia estuvo representada en los Juegos Olímpicos de Atenas 2004 por un total de 53 deportistas que compitieron en 12 deportes.  
El portador de la bandera en la ceremonia de apertura fue el regatista Thomas Johanson.

## Medallistas
El equipo olímpico finlandés obtuvo las siguientes medallas:
| Nombre               | Deporte            | Competición |
| -------------------- | ------------------ | ----------- |
| Oro                  |                    |             |
| —                    |                    |             |
| Plata                |                    |             |
| Marko Yli-Hannuksela | Lucha grecorromana | 74 kg M     |
| Marko Kemppainen     | Tiro               | Skeet M     |
| Bronce               |                    |             |
| —                    |                    |             |